# Európai bükk

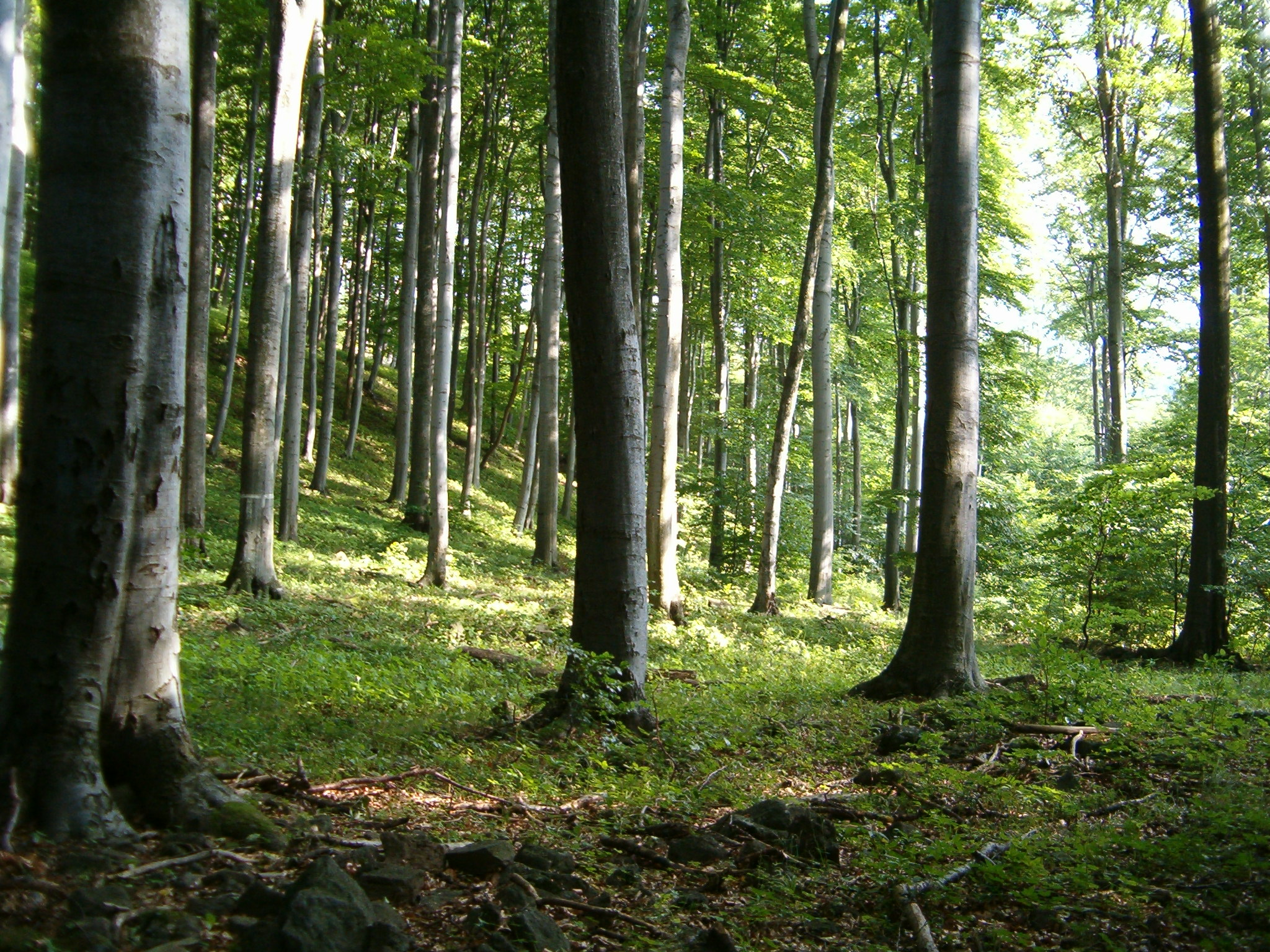
Mátrai bükkös

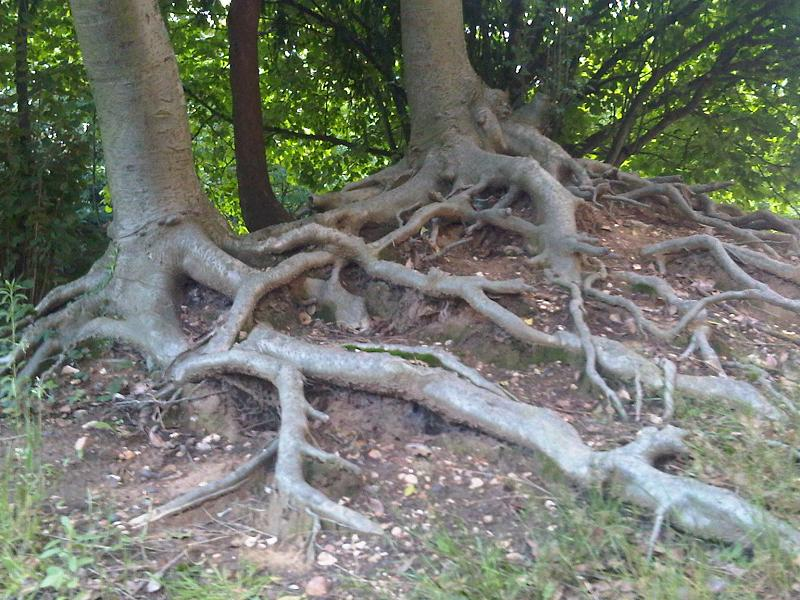
Európai bükk gyökerek

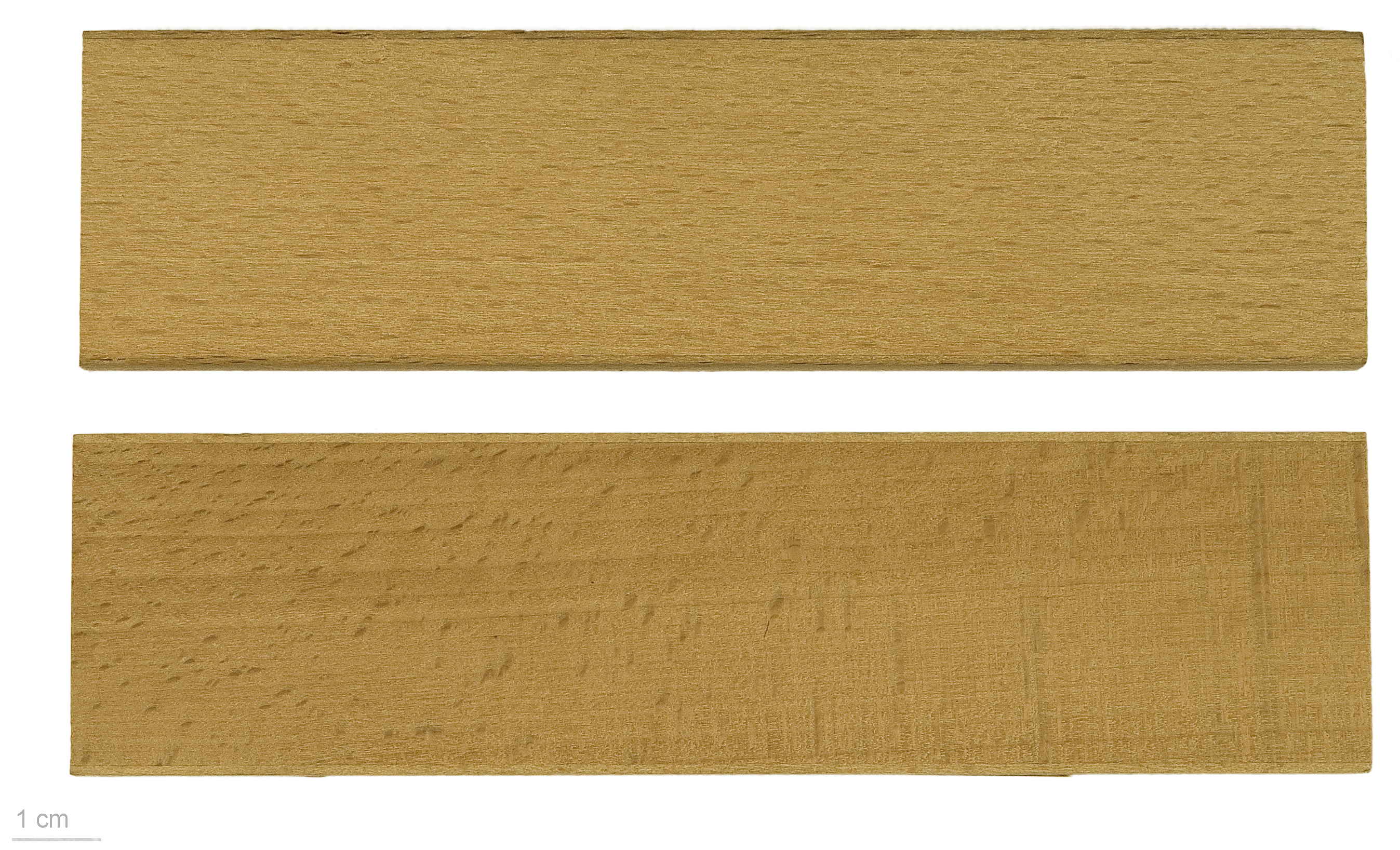
Fagus sylvatica

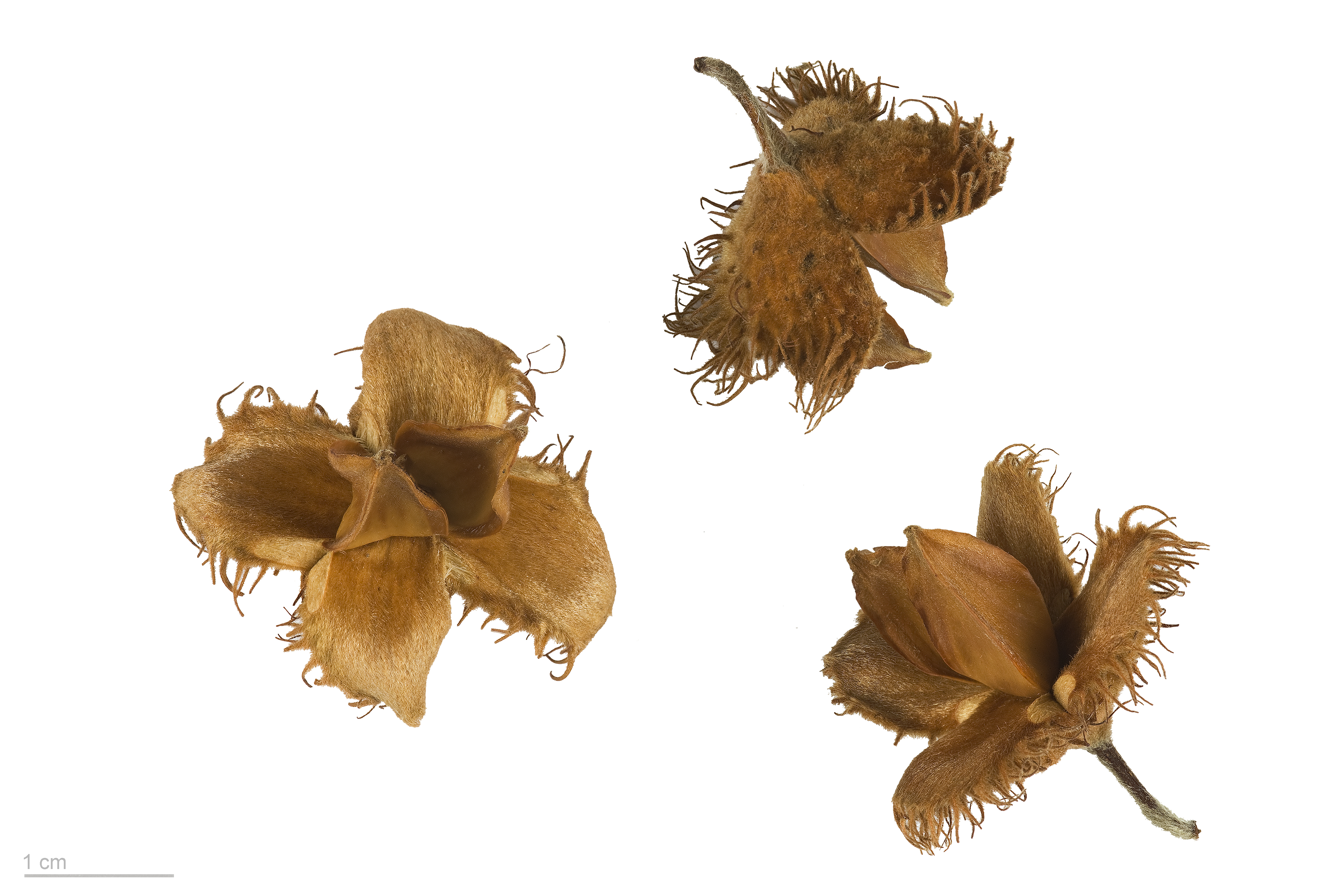
Fagus sylvatica

Az európai bükk vagy közönséges bükk (Fagus sylvatica) a bükkfafélék (Fagaceae) családjának egy faja.

## Elterjedése, élőhelye
Holarktikus, azon belül jellemzően közép-európai faj; a Kelet-európai-síkság és a legészakibb részek kivételével egész Európában előfordul. A Magyar-középhegységben 600 m fölött erdőalkotó, többek közt a Gödöllői-dombság területén is él. A Kárpátokban 400–1200 m között egyeduralkodó, vagy jegenyefenyővel és esetleg lucfenyővel elegyedve az úgynevezett kevert lombú erdők vezérfája.

## Megjelenése, felépítése
40 m magasra is megnövő, egyenes, hengeres törzsű fa. Koronája magas, boltozatos. Zárt állományokban a törzse csak magasan ágazik el, a magányos példányoké jóval lejjebb – ezek koronája félgömb alakúvá fejlődik. A kérge vékony, sima, világos- vagy sötétszürke. A hosszúhajtások zegzugosan nőnek, szőrösek, szürkésbarnák. A következő évi rövidhajtások hónaljrügyeiből fejlődnek. A barna hónaljrügyek orsó alakúak, hosszúkásak, a csúcsuk molyhos. A virágrügyek zömökek.
A levelek elliptikusak, kezdetben áttetszően sárgászöldek, alul selymesek, majd a harmonikaszerű gyűrődésből kisimulva bőrszerűvé válnak. Ilyenkor a lemezük felül fényes, kopasz, a fonákon az erek mentén szőrös; a pálhalevelek hamar lehullanak. A csúcsuk hegyes, a nyelük rövid, a szélük ép (ritkán fogas), élük hullámos, pillás. Hosszuk 5–10 cm. A levelek (főleg a fiatal példányokról) gyakran csak tavasszal hullanak le.
A gömbölyded porzós barkavirágzatok hosszú kocsányon függenek, fehéren szőrösek, a termősek rövid, felálló kocsányon ülnek. A terméságazat töviskékkel fedett kupacs, amely megérve négy kopáccsal nyílik. Az ehető makkocska kb. 2 cm hosszú, háromélű, gesztenyebarna. Az áttelelt magokból tavasszal nagy, karéjos sziklevelek hajtanak ki.

## Életmódja
A hűvösebb és csapadékosabb éghajlatot kedvelő, mészkedvelő faj, ezért Magyarországon leginkább a középhegységek tetőin, illetve északi lejtőin nő, az Alföld peremére ritkán ereszkedik le. A 600 m fölötti magasságokban zonális erdőtársulásai a bükkösök; elegyfaként a gyertyános-tölgyesekben, a szikla- és szurdokerdőkben, a dolomit karszterdőkben is gyakori.
Későn lombosodik, de akkor igen mély árnyékot ad; ő maga az árnyékot jól tűri. Lombja ősszel aranysárgára színeződik; levele talajjavító hatású. Virágait a szél porozza be.
A makkokat ősszel erdei állatok (pl. mókusok, szajkók) hordják szét, majd tavasszal az avar alatt, sötétben csíráznak ki. A közönséges bükköt erdészetekben őszi magvetéssel, a kertészetekben növényházi oltással szaporítják.

## Híres magyarországi példányok
- Jeli arborétum – 530 cm körmérettel;
- Rezi – 600 cm körmérettel;
- Pula – 780 cm körmérettel.
- Ördögigafa
- Normafa - a mondák szerint még Mátyás király is ismerhette, a fát többször is villámcsapás érte, és 1927. június 19-én egy villám végleg elpusztította.

## Fajtái

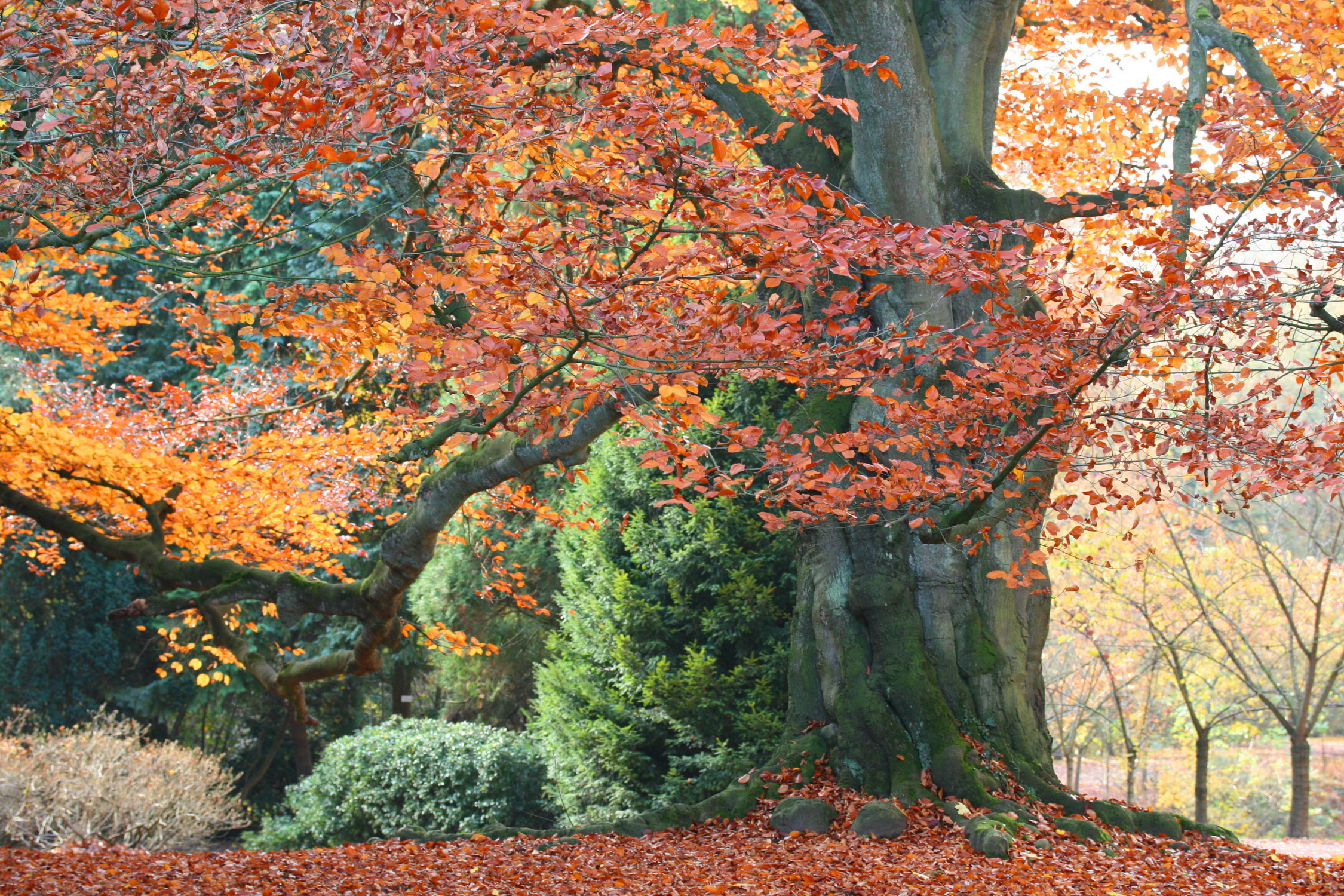
Vérbükk (Fagus sylvatica ‘Purpurea’)

A közönséges bükk és a keleti bükk, illetve a balkáni bükk elhatárolása nem egyértelmű – olyannyira nem, hogy utóbbit egyesek (Fagus sylvatica subsp. moesiaca néven) a közönséges bükk alfajának tekintik.
Fontosabb alfajai, illetve kertészeti változatai:
- keleti bükk (Fagus sylvatica ssp. orientalis) – a meleg-nedves fekete-tengeri térségben endemikus. A szárazabb keleti térségek felé haladva egyre inkább csak a hegységek magashegyi ködzónájában fordul elő,
- vérbükk (Fagus sylvatica ssp. atropurpurea, illetve Fagus sylvatica ‘Purpurea’),
- szomorú bükk (Fagus sylvatica ssp. pendula),
- barna bükk (Fagus sylvatica ‘Atropunicea’),
- tornyos bükk (Fagus sylvatica ‘Fastigiata’),
- szeldeltlevelű bükk (Fagus sylvatica ‘Laciniata’),
- Fagus sylvatica ‘Aurea Pendula’ – aranysárga lombú, csüngő ágú, igényes fajta;
- Fagus sylvatica ‘Dawyck Gold’ – zölden hajtó, később aranysárga lombú, oszlopos fajta;
- Fagus sylvatica ‘Dawyck Purple’ – oszlopos termetű, az egész vegetációs időszakban bordó lombú változat;
- Fagus sylvatica ‘Purple Fountain’ – karcsú, bordó levelű változat;
- Fagus sylvatica ‘Purpurea Tricolor’ – nagy, terpedt koronát nevelő változat. Sárgán tarkázott bordó leveleinek szegélye rózsaszín.
- Fagus sylvatica ‘Rohanii’ – bordó levelei karéjosak.

## Felhasználása
Olajokban gazdag makkja a sertések értékes tápláléka – ezért vidéken olykor kihajtják a disznókat az erdőbe makkoltatni.
A bükkmakk emberi fogyasztásra is alkalmas; különösen ínséges időkben eszik nyersen, főzve vagy sütve. Egyes szláv népek körében még ma is megtalálható táplálékként.
A makkból étolaj is préselhető.
A fás szár sokrétűen hasznosítható. Készülhet belőle bútor, talpfa, hordó, parketta, furnér.
Maga a bükkfa valamint a belőle készült faszén is kiváló tüzelő.
A száraz lepárlással nyert bükkfakátrány kenőcsök és gyógyszappanok összetevője lehet.
Valószínű, hogy a bükkfa kérge volt a Mediterráneumon kívüli európai írásbeliség (rovásírás) első hordozója; a különböző germán, illetve szláv nyelvek könyv, illetve betű alapszavait a bükkfa nevéből származtatják.